# Курский, Леонид Дмитриевич
Леонид Дмитриевич Курский — советский и российский преподаватель фотографии, фотограф, автор книг и учебных пособий по фотографии. Один из видных представителей отечественной фотопедагогики, много лет преподавал во Всесоюзном государственном институте кинематографии (ВГИК), воспитав несколько поколений фотографов.

## Биография
Родился 15 декабря 1935 года в Балашихе в семье Дмитрия Ивановича Курского и Курской (в девичестве Холдеевой) Елены Андреевны. Отец Дмитрий Иванович Курский (1914-1981) работал электриком в дивизии Дзержинского, а потом главным энергетиком Балашихинского Танкоремонтного (после войны Автокранового) завода.
По воспоминаниям дочери, Л. Д. Курский поступал во ВГИК на операторский факультет, но не был принят из-за проблем со зрением — он носил очки. Один из преподавателей, как вспоминается, после первого экзамена посоветовал выбрать другой вуз, сказав: «Очки — оператором вам не стать».
В 1954–1959 годах Курский обучался в Московском городском педагогическом институте имени В. П. Потёмкина. После окончания института начал педагогическую деятельность в средней школе № 1 города Балашиха. В 1960–1961 годах работал литературным сотрудником и фотокорреспондентом районной газеты «Знамя коммунизма» в Балашихе.
С 1961 по 1964 год занимал должность начальника кинофотолаборатории Центрального научно-исследовательского института пожарной охраны (ЦНИИПО) МВД РСФСР. В этот период он продолжал совершенствовать свои технические и преподавательские навыки в области фотографии.
С 1964 года Курский последовательно развивался как педагог: преподавал и был мастером производственного обучения в учебно-производственных комбинатах Москвы и посёлка Голицыно по специальности «фотограф широкого профиля». С 1969 по 1979 год преподавал фототехнику в Московском политехникуме. В 1979–1982 годах работал старшим инженером лаборатории охраны природы ЦНИИ Министерства сельского хозяйства СССР в посёлке Битца.
В 1982 году начал преподавать на кафедре кинооператорского мастерства ВГИКа, где обучал студентов технике и искусству фотосъёмки, сначала в должности ассистента, а с 1984 года — в качестве преподавателя. За годы преподавательской деятельности Л. Д. Курский внёс значительный вклад в развитие отечественного фотообразования, воспитал не одно поколение профессиональных фотографов и кинооператоров.
Он также был преподавателем в Школе дизайна и компьютерной графики Российского государственного университета им. А.Н. Косыгина, где вёл курсы по истории фотографии и технике и технологии фотосъёмки. Работал в Московском политехническом колледже им. Моссовета и на кафедре дизайна МИЭМ.
Курский принимал участие в возрождении Красногорской фотошколы, сотрудничая с МПКиМ (Московский политехнический колледж и музей). Работал в Московском государственном университете культуры и искусств (МГУКИ). Его ученики — известные фотографы и кинооператоры.

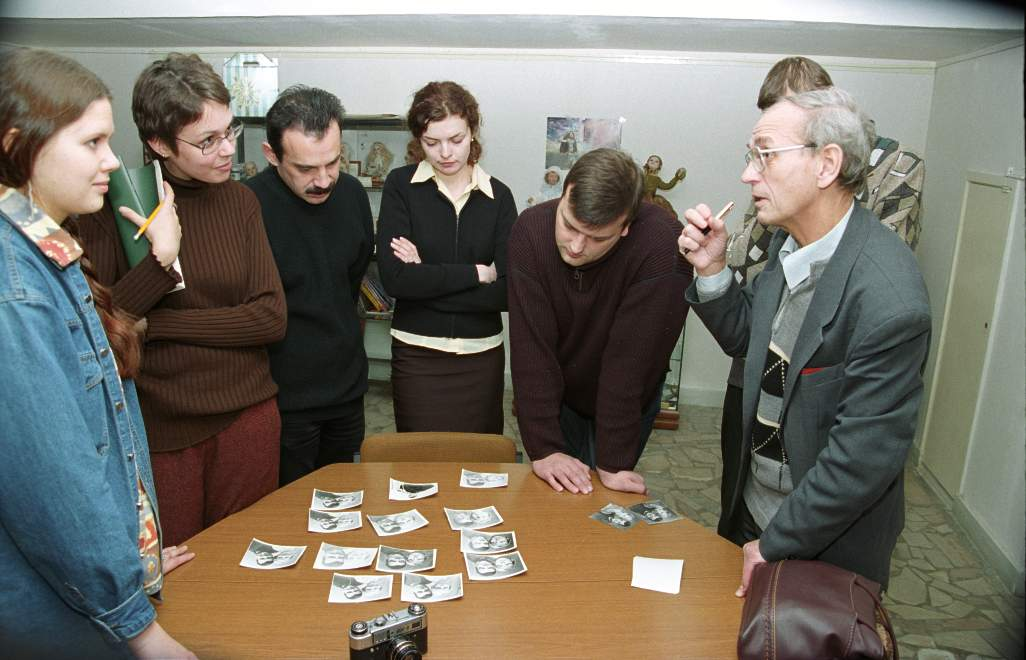
Леонид Дмитриевич Курский разбирает работы слушателей фотостудии "Феникс".

Активно участвовал в фотоклубном движении, вел кружки для фотографов любителей. Курский также проводил выездные занятия, мастер-классы и активно взаимодействовал с молодёжью, передавая им не только технические знания, но и фотографическое мышление. Возглавлял "Ретрофотоклуб" Творческого союза «Фотоискусство», был членом Правления ТС «Фотоискусство» . Преподавал в Фотошколе в Балашихе .
Скончался в Балашихе 13 октября 2024 года. Похоронен на кладбище Новая Деревня в Балашихе.

## Семья
- Жена - Курская Людмила Васильевна
- Дочь - Ирина
- Сестра - Светлана
- Брат - Вячеслав